# 尤芷韻
尤芷韻（Yau Chi-Wan，1935年—1978年10月12日），原名：尤桂芳，香港電影及電視 女星，體重90磅（40.8公斤），是香港著名利希慎家族創始人利希慎的孫女。
尤芷韻在1955年畢業於仿林中學，在同年香港中學會考生物科中取得B級成績。她在16歲開始學粵劇，擅唱「紅線女腔」、「上海妹腔」及「骨子腔」，亦懂得順德話、客家話、潮州話、上海話及國語。銀幕處女作為粵語喜劇《多情妙賊》（1968年5月） 遺作為粵語喜劇《狗咬狗骨》（1978年8月），演出30多齣香港粵語片。最初為香港麗的映聲戲劇組演員，擔任偵探、諧趣話劇、歌唱小說的主角，演出的節目有《小夫妻》、《大頭仔》、《老夫子》（編導：陸志堅、鍾樸飾演老夫子、李平富、令正、李志海）、《我是偵探》（先後由李鵬飛及駱恭擔任主持）及《四千金》等，由於擅演媚態風騷，又常戲弄僱主的俏女傭，被香港麗的映聲的觀眾冠以『媽姐皇后』的渾號；後來跳槽為無線電視服務。

## 家庭[8]
- 居於香港島跑馬地成和道69號。
- 尤門利氏&澳門何家聯婚

與澳門有名的何老桂、何連旺家族的何家權（1928年 - 2005 ）先生在1957年3月31日結婚，丈夫 是「藝都工程公司」合伙人。他們在1978年3月31日的20週年金婚日聯袖到臺灣及日本再渡蜜月兩星期。
- 育有兩女一子：
  - 長女何筱華（1957年 - ）浸會學院傳理系畢業，後於美國南卡羅來納大學新聞糸碩士畢業，先後任職大企業企業傳訊主管包括奧美，香港中華煤氣，英美烟草，路透社，中華電力，及後任職永明金融至升任總裁。多年前己移民澳大利亚。

- -     - 有一公子洪有慶於英國基爾大學 (英國)大学(双科学学士学位〜碩士畢業)。已婚，太太日藉，並育有一對日籍孖女 ，現日本瑞穗銀行亜太區助理副総裁。

- - 次女何筱韻（1958年 - ）在1978年往英國，畢業於雷丁大学及於倫敦大學碩士畢業回港，後在瑪麗醫院，理工大學及香港創新及科技局工作，與香港大學名誉教授微生物學任永昌結婚後育有

- -     - 女任凱珊於英國巴斯大學藥劑碩士畢業，並已入職養和醫院。

- - 么子何秉皓（1960年 -  ）1978年往加拿大留學；大學畢業後再往英國取得雙碩士學位。回港加入港英政府,香港回歸後是香港特別行政區政府漁農自然護理署的高級自然護理主任後進昇為總行政主任。

## 英年早逝
- 尤芷韻因胃病留家休息，在1978年10月12日下午3時被女傭英姐發現昏迷床上，把她送到鄧肇堅醫院急救，可惜已返魂乏術，享齡43歲[7][10]，1978年10月12日中午12時在香港島北角香港殯儀館出殯[7]。

## 電影
| 年份   | 片名             | 角色           |
| 1968年 | 多情妙賊         | 阿秀 / 女警007 |
| 1970年 | 滿天星斗         | 倉嫂           |
| 1973年 | 七十二家房客     |                |
| 1974年 | 大鄉里八面威風   | 二房東妻       |
| 1974年 | 鬼馬小天使       |                |
| 1974年 | 街知巷聞         | 八姑           |
| 1974年 | 至尊寶           |                |
| 1974年 | 香港73           | 銀姐           |
| 1974年 | 太平山下         | 好姐           |
| 1974年 | 運財童子小祖宗   |                |
| 1974年 | 天天報喜         |                |
| 1974年 | 多咀街           | 尤芷姐         |
| 1974年 | 大鄉里           |                |
| 1974年 | 別了親人         |                |
| 1974年 | 乜都得先生       |                |
| 1974年 | 水為財           | 包租婆         |
| 1975年 | 男人四十一條龍   |                |
| 1975年 | 老夫子           |                |
| 1975年 | 撈女日記         |                |
| 1975年 | 無奇不有         |                |
| 1975年 | 千奇百怪俏女傭   |                |
| 1975年 | 緣帽唔怕戴       |                |
| 1976年 | 阿茂正傳         | 丈母娘         |
| 1976年 | 你係得嘅         |                |
| 1976年 | 失魂炳與綽頭王   | 鄧太太         |
| 1977年 | 三德和尚與舂米六 |                |

## 電視劇（無綫電視）
| 年份   | 劇名                     | 角色   |
| 1974年 | 民間傳奇之三司會審玉堂春 | 蘇大媽 |
| 1975年 | 民間傳奇之焚香記         | 大娘   |
| 1975年 | 民間傳奇之選婿記         | 錢邊氏 |
| 1975年 | 民間傳奇之荊釵記         | 張媽   |
| 1975年 | 民間傳奇之鳳還巢         | 程夫人 |
| 1976年 | 少年十五二十時           | 江太太 |
| 1976年 | 無花果                   | 三姑   |
| 1977年 | 烏龍捕快                 | 六姑   |
| 1978年 | 人海奇譚之球國梟雄       | 玲母   |
| 1978年 | 第三類房客               |        |

## 外部連結
- 香港電影資料館有關尤芷韻演出電影的記錄[永久]
- 尤芷韻在互联网电影资料库（IMDb）上的資料（英文）（英文）
- 尤芷韻在香港影庫上的簡介
- 尤芷韻在时光网上的簡介（简体中文）